# Bundesstraße 256
Die Bundesstraße 256 (Abkürzung: B 256) ist eine 148 Kilometer lange Bundesstraße, die vom Bergischen Land bis in die Eifel südlich des Laacher Sees reicht.

## Verlauf

### Bergisches Land
Sie beginnt an der B 237 in Ohl, einem Ortsteil von Wipperfürth in Nordrhein-Westfalen, und verläuft zunächst südwärts über Marienheide und Gummersbach nach Vollmerhausen, wo sie auf die B 55 (Köln-Olpe) stößt. Mit dieser zusammen verläuft sie, zur Landesstraße L 136 abgestuft, in östlicher Richtung durch die Gummersbacher Stadtteile Niederseßmar und  Derschlag.
In Derschlag trennen sich die Bundesstraßen 55 und 256 voneinander und erlangen wieder ihre Bundesstraßen-Widmungen. Die B 256 wendet sich nach Süden und kreuzt, zur Schnellstraße ausgebaut, die A 4. Der Kreuzungspunkt (AS Reichshof/Bergneustadt) wurde als vollwertiges Autobahnkreuz in Kleeblattform erstellt, da dieser Abschnitt ein Teil der verworfenen Planungen der A 451 war. Im Jahr 1978 wurde dieser Abschnitt freigegeben. Sie verläuft weiter in südlicher Richtung als Schnellstraße in Richtung Waldbröl (Beginn der B 478 nach Hennef (Sieg) bei Bonn).
Kurz vor der Ortschaft Denklingen endet die Ausbaustrecke. Die B 256 durchquert Denklingen und führt weiter nach Waldbröl. Kurz vor dem Ortseingang Waldbröl trifft sie auf den 2017 eingeweihten Kreisverkehr Boxberg, den größten Kreisverkehr des Oberbergischen Kreises. Am Ende der von Waldbröl folgt der Beginn der B 478 nach Hennef (Sieg) und Richtung Bonn. Die B 256 durchquert nun die Gemeinde Windeck, wobei sie das Tal der Sieg erreicht. Sie verlässt es in südlicher Richtung und überquert die Landesgrenze nach Rheinland-Pfalz. Es folgt in Roth der Beginn der B 62 nach Siegen.

### Westerwald
Im Westerwald verläuft die Bundesstraße in südwestlicher Richtung durch Altenkirchen, wo sie auf die B 414 (Altenkirchen-Wetzlar) und die B 8 (Köln-Frankfurt) trifft. Etwa 25 Kilometer weiter südwestlich, bei Willroth, überquert die B 256 die A 3 an der Anschlussstelle Neuwied (Nr. 36). Die Stadt Neuwied wird nach weiteren 20 Kilometern erreicht.

### Rheinkreuzung
Bei Neuwied ist die B 256 zur Schnellstraße ausgebaut worden und kreuzt in Form eines Autobahnkreuzes die B 42 am rechten Rheinufer, bevor sie den Fluss über die Raiffeisenbrücke quert und bei Weißenthurm in Form eines Autobahndreieckes auf die B 9 trifft. Vom Neuwieder Becken aus flankiert sie die Nette bis nach Mayen, wo sie an der B 262 bei Kottenheim endet.

## Umbauten
Am 23. September 2014 wurde die Ortsumgehung um Rengsdorf nach gut acht Jahren Bauzeit fertiggestellt. Die Kosten beliefen sich auf rund 35 Millionen Euro.
Der Bau einer weiteren, 3,4 km langen Ortsumgehung wurde im Dezember 2009 in Kruft begonnen und im Juli 2014 beendet. Am 29. Juli 2014 fand die feierliche Verkehrsübergabe durch die parlamentarische Staatssekretärin Dorothee Bär und Staatssekretärin Heike Raab unter Beteiligung der Bevölkerung statt.
Am 8. September 2017 wurde der Kreisverkehr am Boxberg in Waldbröl nach einer Bauzeit von rund 3 Jahren eingeweiht. Er ruht auf einer neuen Eisenbahnunterführung für die Wiehltalbahn und ist mit einem Durchmesser von 45 Metern der größte Kreisverkehr im Oberbergischen Kreis. Die Baukosten beliefen sich auf 5,4 Millionen Euro.

### Planungen
Derweilen wird an einer Südwest-Ortsumgehung der B 256 für Waldbröl geplant, der Kreisstraße 28n.

## Geschichtliche Bedeutung
Nach Friedrich Wilhelm Raiffeisen wurde der Abschnitt zwischen seinem Geburtsort Hamm (Sieg) über seine Wirkungsstätten Weyerbusch und Flammersfeld nach Rengsdorf und Neuwied am 23. März 1984 Historische Raiffeisenstraße benannt.